# Tolvfors
Tolvfors är ett område i Gävle, beläget precis öster om stadsdelen Lexe, söder om Sätra och strax norr om Gävle sjukhus. Det går även en väg från Tolvfors till rondellen vid Skogskyrkogården där E16, 56 och 68 startar.
Tolvfors var tidigare ett bruk, men bruksverksamheten har upphört och här finns nu endast bostäder och ett stall. Busslinje 4 trafikerar två hållplatser i Tolvfors: Tolvfors och Lövudden.